# أوفيداسكاريس روبرتسي
أوفيداسكاريس روبرتسي (بالإنجليزية: ophidascaris robertsi)‏ هي ديدان خيطية (تُعرف أيضًا باسم الدودة المستديرة) عادة ما تكون طفيلية في ثعبان السجاد (بالإنجليزية: Morelia spilota)‏. يوجد تقرير حالة واحد عن عدوى حيوانية المصدر في دماغ بشري في أستراليا في الفترة 2021-2022، وتم الإبلاغ عنه في آب 2023.   هناك تقارير أخرى عن حالات عدوى في الكوالا (بالإنجليزية: Phascolarctos cinereus)‏ وفي أنواع جرابية أخرى.  

## اكتشاف في الدماغ البشري
في يونيو 2022، قام جراح أعصاب في مستشفى أسترالي باكتشاف دودة مستديرة في دماغ امرأة خلال التحقيق في أعراضها الغامضة.  وكان هذا أول مثال معروف لحدوث مثل هذه العدوى، حيث أن هذا النوع من الديدان لم يكن معرَّفاً على أنه طفيلي بشري قبل هذه الحادثة . نجح الجراح في إزالة الدودة من دماغ المريض.     ويُعتقد أن المرأة، التي كانت تعيش بالقرب من موطن ثعبان السجاد وكانت تبحث عن النباتات المحلية لطهي الطعام، قد تعرضت للخطر بالإصابة بالعدوى من خلال أكل بيض الدودة المستديرة. من المحتمل أن يكون هذا البيض، الذي يتم إخراجه عادةً مع فضلات الثعابين بسبب النظام الغذائي للحيوانات المصابة، ملوثًا للعشب الذي تأكله الثدييات الصغيرة.  